# 219
El año 219 (CCXIX) fue un año común comenzado en viernes del calendario juliano, en vigor en aquella fecha.
En el Imperio romano el año fue nombrado como el del consulado de Antonino y Sacerdote o, menos comúnmente, como el 972 Ab urbe condita, siendo su denominación como 219 posterior, de la Edad Media, al establecerse el Anno Domini.

## Acontecimientos

### Imperio romano
- Rodas derrota a Bizancio.
- Las legiones romanas Legio III Gallica y Legio IV Scythica son disueltas por el emperador romano Heliogábalo por la rebelión de sus líderes.

### Asia
- China: Liu Bei gana la batalla del monte Ding Jun y toma el control de Hanzhong.
- China: Ocurre la batalla del castillo Fan, donde Guan Yu es traicionado y derrotado.

## Nacimientos
- Claudio II, emperador romano (también puede haber nacido en 214).

## Fallecimientos
- China - Xiahou Yuan, familiar de Cao Cao, es capturado en la batalla del monte Ding Jun y ejecutado por Huang Zhong.
- China - Guan Yu y su hijo Guan Ping son derrotados en la batalla del castillo Fan, tomados prisioneros y ejecutados por Wu.
- China - Wang Fu, vasallo de Guan Yu, se suicida al conocer su muerte.
- China - Lu Meng, poco después de capturar a Guan Yu y a su hijo muere de enfermedad a los 41 años.